# Run the Jewels
Run the Jewels (RTJ) — американский хип-хоп-дуэт, образованный в 2013 году El-P и Killer Mike. Дебютный альбом группы, Run the Jewels, был выпущен в 2013 году и распространялся посредством цифровой дистрибуции. Пластинка была высоко оценена критиками и пробилась в американские хит-парады. Второй альбом, Run the Jewels 2, изданный в 2014 году, также получил положительные отзывы обозревателей. Третий студийный альбом группы, Run the Jewels 3, вышел в 2016 году и занял 13 позицию в чарте Billboard 200. В 2019 году группа объявила, что следующий релиз под названием Run The Jewels 4 выйдет в 2020 году. 20 марта 2020 года El-P в своём инстаграме написал, что в связи с пандемией коронавируса не знает когда состоится релиз пластинки. 23 марта был выпущен сингл «Yankee And The Brave», в котором можно услышать фирменный саунд Run The Jewels.
5 июня 2020 вышел четвёртый альбом группы RTJ4.
Музыка группы характеризуется плотным звучанием перегруженного баса, искажёнными семплами, быстрой и энергичной манерой исполнения. Основными темами песен являются общественные проблемы: социальное неравенство, произвол полиции, бедность.

## История

### Становление и Run the Jewels (2011-2013)
Эл-Пи профессионально занимался музыкой с начала 1990-х годов, сначала в хип-хоп трио Company Flow, а затем стал известен как сольный артист и востребованный продюсер.
Дебют Киллер-Майка состоялся в 2000 году в хип-хоп дуэте Outkast в альбоме Stankonia, а его сольный дебют случился в 2003 году.
Эл-Пи и Киллер Майка познакомил друг с другом руководитель Cartoon Network Джейсон ДеМарко в 2011 году. Позже Эл-Пи спродюсировал альбом Майка R.A.P. Music 2012 года, за которым вскоре последовало появление Киллер Майка в песне «Tougher Colder Killer» из альбома Эл-Пи 2012 года Cancer 4 Cure.
Когда альбомы R.A.P. Music и Cancer 4 Cure вышли с разницей в несколько недель друг от друга, два рэпера решили отправиться в совместное турне. Успех тура в конечном итоге привёл к решению записываться как дуэт, который они назвали Run the Jewels. Название дуэта было взято из текста песни LL Cool J 1990 года «Cheesy Rat Blues».
26 июня 2013 года Run the Jewels выпустили свой дебютный альбом с одноимённым названием на Fool's Gold Records, доступный для бесплатного скачивания.

### Run the Jewels 2 и альбом ремиксов Meow the Jewels (2014-2015)
Альбом Run the Jewels 2 был выпущен на Mass Appeal Records 24 октября 2014 года.
Во время выхода нового альбома Run the Jewels предложили серию абсурдных «делюкс-релизов» за большие деньги, пародируя «сверхплановые цели», предлагаемые в краудфандинговых кампаниях на Kickstarter. Одной из менее дорогих целей было создание группой альбома ремиксов с использованием звуков мяуканья и мурчания. Группа фанатов запустила онлайн-кампанию по сбору средств, чтобы заплатить группе требуемые для этого 40 000 долларов.  В результате кампании было собрано более 60 000 долларов, которые, как объявили Run the Jewels, будут полностью переданы на благотворительность. Несколько других продюсеров объявили, что они примут участие в создании ремиксов, среди них Just Blaze, Prince Paul, The Alchemist, Geoff Barrow, Dan the Automator и Boots. Альбом стал доступен для бесплатного скачивания 25 сентября 2015 года, а предзаказ на лимитированное издание 2xLP был открыт в тот же день.
Run the Jewels также объявили о выпуске классического альбома ремиксов второго альбома Run the Jewels 2, который должен был выйти на Fool's Gold Records в 2015 году.
В 2015 году у группы вышел сингл «Rubble Kings (Dynamite on the Street)».
Run the Jewels выступили на разогреве у Джека Уайта в Madison Square Garden 30 января 2015 года.
В начале 2015 года было объявлено, что группа выступит на фестивале музыки и искусств Coachella в апреле и фестивале музыки и искусств Боннару в июне. Помимо этих крупных фестивалей, Run the Jewels также объявили о выступлениях на Boston Calling Music Festival, Big Guava Music Festival, Pitchfork Festival, Austin City Limits Music Festival и Music Midtown Festival; к ним должен был присоединиться барабанщик Blink-182 Трэвис Баркер. Trackstar the DJ был диджеем Run the Jewels во время их тура RTJ2.
Киллер Майк сообщил, что дуэт начнёт работу над Run the Jewels 3 в январе 2015 года.
Сингл «Lie, Cheat, Steal», выпущенный в 2015 году, был использован в качестве саундтрека к документальному сериалу Netflix «Нечистые деньги».

### Run the Jewels 3 (2016-2018)
В 2016 году на Adult Swim вышел сингл «Talk to Me» из альбома Run the Jewels 3. Затем Run the Jewels выпустили песню «Love Again» с участием Gangsta Boo. Песня «Love Again» принесла Run the Jewels премию UK Music Video Awards в категориях «Лучшее городское видео» и «Лучший монтаж в видео».
6 февраля 2016 года дуэт исполнил три песни («Talk to Me», «Legend Has It», «A Report to the Shareholders») для музыкального Tiny Desk Concert на NPR.
В какой-то момент в будущем они попытаются навесить на нас ярлык политической рэп-группы, а это не так, нам все равно, к какой политической партии вы принадлежите, нам все равно, кого вы поддерживали, нам все равно, что вы будете делать завтра в политическом плане, нам важно, что в социальном плане каждый из вас знает: вы абсолютно свободны от рождения, и ничто не имеет права прервать эту свободу. Мы любим вас.Киллер Майк
24 августа 2016 года вышел сингл DJ Shadow «Nobody Speak (feat. Run The Jewels)», в клипе которого были показаны дерущиеся политики. Этот сингл звучал в нескольких телешоу и фильмах. Сингл был спродюсирован рекорд-лейблом Mass Appeal и лично DJ Shadow, который называет сингл выделяющимся треком в своём альбоме The Mountain Will Fall. Дуэт был статистами в видеоклипе. Режиссёром клипа выступил Сэм Пиллинг, продюсером - Pulse Films, а в главных ролях снялись Игорь Цышкевич и Иэн Бейли. Съемки проходили в Нью-Йорке, Лондоне и Украине.
Цифровой релиз Run the Jewels 3 состоялся 24 декабря 2016 года, за три недели до ранее объявленной даты релиза - 13 января 2017 года. Альбом на физических носителях вышел 13 января в США и 20 января в других странах. В том же месяце ночной аниме-блок Toonami на канале Adult Swim рекламировал альбом, заменяя обычную для блока музыку песнями из альбома.
В июне 2017 года песня «Legend Has It» из Run the Jewels 3 была включена в тизер-трейлер фильма Marvel «Черная пантера», который показывали во время четвертой игры финала НБА 2017 года, и за 24 часа его посмотрели 89 миллионов раз. Несколько песен Run the Jewels также прозвучали в фильме 2017 года «Малыш на драйве», в котором также снялся Киллер Майк. В сентябре 2017 года Run the Jewels выпустили трек «Mean Demeanor», специально записанный для игры FIFA 18.
В марте 2018 года Adult Swim выпустил клип-кроссовер Run the Jewels и мультсериала «Рик и Морти» на песню «Oh Mama». Музыка представляла собой ремикс на песню «Oh Mama» из альбома Run the Jewels 3 в сопровождении звуковых эффектов из короткометражки «Рик и Морти». Режиссером клипа выступил Хуан Меза-Леон, и клип был выпущен перед выступлением Run the Jewels в качестве хедлайнеров на фестивале Adult Swim 2018 7 октября 2018 года.
12 декабря 2019 года сингл «Legend Has It» получил золотой сертификат Американской ассоциации звукозаписывающей индустрии.

### RTJ4 (2018–2022)
11 октября 2018 года Run the Jewels выпустили новую песню под названием «Let's Go (The Royal We)», которая прозвучала в супергеройском фильме «Веном» того же года и дебютировала на Шоу Зейна Лоу на Beats 1 Apple Music. Также было подтверждено, что их четвёртый альбом находится в работе.
22 марта 2020 года Run the Jewels выпустили «Yankee and the Brave (ep.4 )» в качестве первого сингла с RTJ4. Четыре дня спустя они выпустили второй сингл, «Ooh LA LA» (при участии Грега Найса и DJ Premier). Цифровой релиз альбома состоялся 3 июня 2020 года, на два дня раньше заявленной даты релиза 5 июня, а физический релиз состоялся в сентябре 2020 года. 6 июня, как и в случае с предыдущим альбомом, Toonami снова прорекламировали альбом, заменив обычную музыку в своих промо-роликах на музыку из альбома. В июле дуэт объявил о выпуске собственного сорта каннабиса со «вкусом сладкого фруктового пирога и травяного чая», названного в честь их сингла «Ooh LA LA».
В попытке повысить явку избирателей на выборы 2020 года, Run the Jewels исполнили весь альбом RTJ4 на складе с трансляцией на YouTube под названием Holy Calamavote (отсылка к их песне «Holy Calamafuck») 18 октября. Ведущий Эрик Андре вёл шоу в стиле пародийного телемарафона, а спонсорами шоу были  Adult Swim и Ben & Jerry's. На шоу выступили все приглашённые исполнители, причём некоторые из них появились лично, а другие - в виде заранее записанных выступлений, воспроизводившихся на больших экранах на заднем плане.
Наряду с несколькими другими исполнителями, Run the Jewels написали музыку для игры Cyberpunk 2077, вышедшей в декабре 2020 года. За месяц до выхода игры они выпустили песню, написанную ими для игры, под названием «No Save Point», вместе с клипом, в котором они исполняют песню в мире игры. В игре Run the Jewels названы Yankee and the Brave. Примерно в то же время вышла игра Spider-Man: Miles Morales, в которой инструментальная версия песни «The Ground Below» из RTJ4 звучит на заднем плане во время одной из миссий.
Официальный релиз RTJ4 состоялся 5 июня 2020 года. Дуэт объявил 3 июня, что альбом будет доступен бесплатно.
21 октября 2022 года группа объявила о выпуске ремиксов альбома RTJ4 под названием RTJ Cu4tro. В него войдут ремиксы от латинских исполнителей. Выпуск альбома намечен на 11 ноября 2022 года.

## Дискография

### Студийные альбомы
| Название                                                                   | Об альбоме | Позиция | Позиция   | Позиция | Позиция | Позиция  | Позиция | Позиция | Позиция | Позиция | Позиция |
| Название                                                                   | Об альбоме | US      | US R&B/HH | US Rap  | AUS     | BEL (FL) | CAN     | IRL     | NED     | SCO     | UK      |
| -------------------------------------------------------------------------- | --- | ------- | --------- | ------- | ------- | -------- | ------- | ------- | ------- | ------- | ------- |
| Run the Jewels                                                             | - Выпущен: 26 июня 2013 года - Лейбл: Fool’s Gold (В мире), Big Dada (Евросоюз) - Формат: CD, LP, цифровая дистрибуция | —       | 27        | 21      | —       | —        | —       | —       | —       | —       | —       |
| Run the Jewels 2                                                           | - Выпущен: 24 октября 2014 года - Лейбл: Mass Appeal, RED - Формат: CD, LP, цифровая дистрибуция, кассета              | 50      | 9         | 6       | —       | 141      | —       | —       | —       | —       | —       |
| Run the Jewels 3                                                           | - Выпущен: 24 декабря 2016 года - Лейбл: Run the Jewels, Inc. - Формат: CD, LP, цифровая дистрибуция                   | 13      | 1         | 1       | 36      | 32       | 34      | 47      | 49      | 24      | 38      |
| RTJ4                                                                       | - Выпущен: 3 июня 2020 года - Лейбл: Jewel Runners, BMG - Формат: CD, цифровая дистрибуция                             | 10      | 7         |         | 25      | 18       | 8       | 8       | 52      | 3       | 9       |
| «—» означает, что альбом не попал в чарт или не издавался в данной стране. | |         |           |         |         |          |         |         |         |         |         |

### Альбомы ремиксов
| Название        | Об альбоме                                                                                    |
| --------------- | --------------------------------------------------------------------------------------------- |
| Meow the Jewels | - Выпущен: 25 сентября 2015 года - Лейбл: Mass Appeal, RED - Формат: LP, цифровая дистрибуция |

### Синглы
| Название                                                           | Год  | Альбом                          |
| ------------------------------------------------------------------ | ---- | ------------------------------- |
| «Blockbuster Night, Pt. 1»                                         | 2014 | Run the Jewels 2                |
| «Oh My Darling Don’t Cry»                                          | 2014 | Run the Jewels 2                |
| «Close Your Eyes (And Count to Fuck)» (при участии Зак Де ла Роча) | 2014 | Run the Jewels 2                |
| «Bust No Moves» (при участии Cuz)                                  | 2015 | н/д                             |
| «Rubble Kings (Dynamite On the Street)»                            | 2015 | Adult Swim Singles Program 2015 |
| «Talk to Me»                                                       | 2016 | Run the Jewels 3                |
| «2100» (при участии Boots)                                         | 2016 | Run the Jewels 3                |
| «Legend Has It»                                                    | 2016 | Run the Jewels 3                |
| «Mean Demeanor»                                                    | 2017 | FIFA 18 Soundtrack              |
| «Let’s Go (The Royal We)»                                          | 2018 | Веном                           |